# Hitomi Nabatame
Hitomi Nabatame (生天目 仁美, Nabatame Hitomi, Sado, 4 de agosto de 1976) é uma dubladora japonesa, afiliada da Ken Production.

## Trabalhos

### Anime
2003
- Please Twins! (estudante)
- Rumbling Hearts (estudante)
- Maburaho (Yūna Miyama)[2]

2004
- Maria Watches Over Us (Eriko Torii)[2]
- Daphne in the Brilliant Blue (estudante, May, policial)
- Futari wa Pretty Cure (Yumiko Nakagawa)
- Paranoia Agent (anunciadora)
- Doki Doki School Hours (estudante)
- Mirmo Zibang! (Cameri)
- Gantz (Kei Kishimoto)
- Samurai Champloo (Village Girl)[2]
- Maria Watches Over Us Season 2: Printemps (Eriko Torii)
- Ninja Nonsense (Kunoichi)
- Elfen Lied (Young Kouta)[2]
- School Rumble (Mikoto Suou)[2]
- Uta∽Kata (Izumi Tachibana)
- Rockman.EXE Stream (Route)
- Zoids Fuzors (Betty)
- Desert Punk (Mariko)
- Tactics (Shino)[2]
- Bleach (Kariya Jin (criança), Misato Ochi, Nanao Ise,[2] Ryō Kunieda)

2005
- Pani Poni Dash! (Misao Nanjo)[2]
- Trinity Blood (Kate Scott)[2]
- Starship Operators (Dita Mirkob)[2]
- Ultimate Girls (Vivienne Ohtori)
- Glass Mask (Cordelia, Presidente do Clube de Drama)
- Best Student Council (Kanade Jinguji)
- Honey and Clover (Chouko)
- Canvas 2 - Niji Iro no Sketch (Kiri Kikyou)
- ToHeart2 (Yuma Tonami)
- Hell Girl (Ayumi Shibata)
- Shakugan no Shana (Margery Daw)[2]
- Solty Rei (Am Toranfa)
- Karin (estudante, garota)

2006
- Bincho-tan (professora)
- School Rumble: 2nd Semester (Mikoto Suou)[2]
- Renkin 3-kyuu Magical? Pokahn (Liru)
- Strawberry Panic! (Shizuma Hanazono)
- Girl's High (Eriko Takahashi)[2]
- Ray (Rie)[2]
- The Third: The Girl with the Blue Eye (Rona Fauna)
- Coyote Ragtime Show (April)[2]
- Ramen Fighter Miki (Miki Onimaru)
- Mamotteǃ Lollipop (Nina Yamada)
- Buso Renkin (Ouka Hayasaka)
- Brighter than the Dawning Blue (Feena Fam Earthlight)
- Venus to Mamoru (Maria)

2007
- Nodame Cantabile (Saiko Tagaya)
- Rocket Girls (Matsuri)
- Ikki-Tousen: Dragon Destiny (Unchou Kan'u)
- Hayate the Combat Butler (Yukiji Katsura)[2]
- Gegege no Kitarō (Minori)
- Nagasarete Airantou (Mei Mei)
- Big Windup! (Momoko)
- Kenko Zenrakei Suieibu Umisho (Momoko Orizuka)
- Mushi-Uta (Rina Tachibana)
- Sky Girls (Dr. Aki Yuko)
- Blue Drop (Noval Operator 1, Operator, Seito 1)
- Shakugan no Shana Second (Margery Daw)[2]
- Prism Ark (Kagura, Comet, Meto)

2008
- Yatterman (Tetsuto)
- RIN - Daughters of Mnemosyne (Ruon Kamiyama)
- Blassreiter (Sasha)
- Blue Dragon: Trials of the Seven Shadows (Noi)
- Nabari no Ou (Catalina Toudou)
- Psychic Squad (Sera)
- S · A: Special A (Akira Tōdō)
- Kyōran Kazoku Nikki (???)
- Ikki Tousen: Great Guardians (Unchou Kan'u)
- Sekirei (Uzume)
- Slayers Revolution (garota)
- Scarecrowman (assistente)
- Ryoko's Case File (Ryōko Yakushiji)
- Nogizaka Haruka no Himitsu (Ruko Ayase)
- Skip Beat! (Itsumi Momose)
- Magician's Academy (Miyabi)
- Chaos;HEAd (Sena Aoi)

2009
- Maria Watches Over Us 4th Season (Eriko Torii, Nana Arima)
- Samurai Harem (Angela Takatsukasa)
- Queen's Blade: The Exiled Virgin (Shizuka)
- Hayate the Combat Butler!! (Yukiji Katsura)[2]
- Polyphonica Crimson S (Elaine)
- Beyblade: Shogun Steel (Osamu)
- Natsu no Arashi! (Master/Sayaka)[2]
- Umi Monogatari ~Anata ga Ite Kureta Koto~ (Octopus beauty soldier)
- Modern Magic Made Simple (Misa Anehara)[2]
- Queen's Blade 2: The Evil Eye (Shizuka)
- A Certain Scientific Railgun (supervisora de quarto)[2]
- Letter Bee (Nelli)
- Natsu no Arashi! Akinai-chū (Master/Sayaka)[2]
- Nogizaka Haruka no Himitsu: Purezza (Ruko Ayase, Milan Himemiya)
- Darker than Black: Gemini of the Meteor (Science Amy)
- Tamagotchi! (Clara Queen)

2010
- Ikki Tōsen: Xtreme Xecutor (Unchō Kan'u)
- Hime Chen! Otogi Chikku Idol Lilpri (Otohime)
- Mayoi Neko Overrun! (Honoka's mother)
- Ōkami-san & Her Seven Companions (Yukime Murano)
- Sekirei: Pure Engagement (Uzume)
- High School of the Dead (Woman (ep 11))
- Panty & Stocking with Garterbelt (Wife Petter)
- Psychic Detective Yakumo (Mao Arai)
- Oreimo (Saori Makishima)[2]
- Squid Girl (Cindy Campbell)[2]
- Fortune Arterial: Akai Yakusoku (Yuuki Kanade)

2011
- Cardfight!! Vanguard (Asaka Narumi)
- Beelzebub (Torii)
- 30-sai no Hoken Taiiku (Wada-san)
- Astarotte's Toy (Judit Snorrevík)
- Heaven's Memo Pad (Min-san)[2]
- Natsume's Book of Friends (Yōkai Possessing Tanuma)
- Squid Girl Season 2 (Cindy Campbell)[2]
- Persona 4: The Animation (Noriko Kashiwagi)[2]
- Shakugan no Shana III (Margery Daw)[2]

2012
- Tantei Opera Milky Holmes Dai-Ni-Maku (Higgs)
- High School DxD (Yuuma Amano)
- Kuromajo-san ga Toru!! (Ryōtarō Asakura)
- Is This a Zombie? of the Dead (Chris)
- Sengoku Collection (Yamaguchi)
- Place to Place (Mayoi Katase)[2]
- Transformers Prime (June Darby)
- Muv-Luv Alternative: Total Eclipse (Cryska Barchenowa)
- The Ambition of Oda Nobuna (Shibata Katsuie)[2]
- Hayate the Combat Butler: Can't Take My Eyes Off You (Yukiji Katsura)[2]
- Hidamari Sketch × Honeycomb (Andō)
- Girls und Panzer (Erika Itsumi)

2013
- Dokidoki! Precure (Mana Aida)
- Oreimo 2 (Saori Makishima)[2]
- Danchi Tomoo (Mitsuo Kikugawa)
- Hayate the Combat Butler! Cuties (Yukiji Katsura)[2]
- A Certain Scientific Railgun S (Tokiwadai Dorm Supervisor)[2]
- White Album 2 (Kazusa Touma)
- Walkure Romanze (Akane Ryūzōji)
- Pokémon XY (Citron's Harimaron, Saki)

2014
- Nisekoi (Kyoko)

### OVA e filmes
2003
- Lunar Legend Tsukihime (Arcueid Brunestud)[2]

2005
- School Rumble: Extra Class (Mikoto Suo)[2]

2006
- BALDR FORCE EXE Resolution (Ayane Shido)

2007
- Shakugan no Shana The Movie (Margery Daw)[2]
- Bleach: The DiamondDust Rebellion (Nanao Ise)

2008
- My-Otome 0~S.ifr~ (mãe de Sifr)

2010
- Mudazumo Naki Kaikaku (Mrs Hatoyama)

2011
- Hayate the Combat Butler! Heaven Is a Place on Earth (Yukiji Katsura)[2]
- Astarotte no Omocha! (Judit Snorrevík)[2]

2012
- ToHeart2 Dungeon Travelers (Yuma Tonami)
- Fairy Tail the Movie: Phoenix Priestess (Coordinator)

2013
- Precure All Stars New Stage 2: Kokoro no Tomodachi (Mana Aida)